# Campionati statunitensi di sci alpino 2012
I Campionati statunitensi di sci alpino 2012 si sono svolti ad Aspen il 15 febbraio e a Winter Park dal 28 marzo al 1º aprile. Il programma ha incluso gare di discesa libera, supergigante, slalom gigante, slalom speciale e combinata, tutte sia maschili sia femminili.
Trattandosi di competizioni valide anche ai fini del punteggio FIS, vi hanno partecipato anche sciatori di altre federazioni, senza che questo consentisse loro di concorrere al titolo nazionale statunitense.

## Risultati

### Uomini

#### Discesa libera
| Pos. | Atleta              | Nazione     | Tempo   |
| ---- | ------------------- | ----------- | ------- |
| 1    | Louis-Pierre Hélie  | Canada      | 1:43,24 |
| 2    | Dustin Cook         | Canada      | 1:43,80 |
| 3    | Morgan Pridy        | Canada      | 1:43,86 |
| 4    | Thomas Biesemeyer   | Stati Uniti | 1:43,89 |
| 4    | Ryan Cochran-Siegle | Stati Uniti | 1:43,89 |
| 6    | Wiley Maple         | Stati Uniti | 1:43,94 |
| 7    | Keith Moffat        | Stati Uniti | 1:44,11 |
| 8    | Kelby Halbert       | Canada      | 1:44,54 |
| 9    | Conrad Pridy        | Canada      | 1:44,75 |
| 10   | Sasha Zaitsoff      | Canada      | 1:45,07 |

Data: 15 febbraio

Località: Aspen

Ore: 

Pista: 

Partenza: 3 246 m s.l.m.

Arrivo: 2 484 m s.l.m.

Lunghezza: 2 511 m

Dislivello: 762 m

Tracciatore: 

#### Supergigante
| Pos. | Atleta              | Nazione     | Tempo   |
| ---- | ------------------- | ----------- | ------- |
| 1    | Dustin Cook         | Canada      | 1:10,34 |
| 2    | Tommy Ford          | Stati Uniti | 1:10,38 |
| 3    | Jared Goldberg      | Stati Uniti | 1:10,40 |
| 3    | Brennan Rubie       | Stati Uniti | 1:10,40 |
| 5    | Ryan Cochran-Siegle | Stati Uniti | 1:10,50 |
| 6    | Espen Lysdahl       | Norvegia    | 1:10,67 |
| 7    | Marco Sullivan      | Stati Uniti | 1:10,72 |
| 8    | Bryce Bennett       | Stati Uniti | 1:10,94 |
| 9    | Adam Zika           | Rep. Ceca   | 1:11,08 |
| 10   | Miles Fink-Debray   | Stati Uniti | 1:11,48 |

Data: 30 marzo

Località: Winter Park

Ore: 

Pista: 

Partenza: 3 263 m s.l.m.

Arrivo: 2 764 m s.l.m.

Lunghezza: 1 600 m

Dislivello: 499 m

Tracciatore: 

#### Slalom gigante
| Pos. | Atleta               | Nazione     | Tempo   |
| ---- | -------------------- | ----------- | ------- |
| 1    | Robby Kelley         | Stati Uniti | 2:15,03 |
| 2    | Espen Lysdahl        | Norvegia    | 2:15,61 |
| 3    | Leif Kristian Haugen | Norvegia    | 2:15,71 |
| 4    | Tim Jitloff          | Stati Uniti | 2:15,84 |
| 5    | Seppi Stiegler       | Stati Uniti | 2:15,92 |
| 6    | Brennan Rubie        | Stati Uniti | 2:16,29 |
| 7    | Dustin Cook          | Canada      | 2:16,45 |
| 8    | Adam Zika            | Rep. Ceca   | 2:16,70 |
| 9    | Nick Cohee           | Stati Uniti | 2:16,97 |
| 10   | Niko Harmanen        | Finlandia   | 2:17,47 |

Data: 1º aprile

Località: Winter Park

1ª manche:

Ore: 

Pista: 

Partenza: 3 163 m s.l.m.

Arrivo: 2 788 m s.l.m.

Dislivello: 375 m

Tracciatore: 

2ª manche:

Ore: 

Pista: 

Partenza: 3 163 m s.l.m.

Arrivo: 2 788 m s.l.m.

Dislivello: 375 m

Tracciatore: 

#### Slalom speciale
| Pos. | Atleta               | Nazione     | Tempo   |
| ---- | -------------------- | ----------- | ------- |
| 1    | Tommy Ford           | Stati Uniti | 1:32,20 |
| 2    | Leif Kristian Haugen | Norvegia    | 1:32,21 |
| 3    | Michael Ankeny       | Stati Uniti | 1:32,44 |
| 4    | Will Brandenburg     | Stati Uniti | 1:32,77 |
| 5    | Robby Kelley         | Stati Uniti | 1:33,01 |
| 6    | Andreas Adde         | Norvegia    | 1:33,82 |
| 7    | Christopher Acosta   | Stati Uniti | 1:33,91 |
| 8    | Espen Lysdahl        | Norvegia    | 1:34,14 |
| 9    | Robert Cone          | Stati Uniti | 1:34,15 |
| 10   | Ryan Cochran-Siegle  | Stati Uniti | 1:34,22 |

Data: 29 marzo

Località: Winter Park

1ª manche:

Ore: 

Pista: 

Partenza: 2 953 m s.l.m.

Arrivo: 2 764 m s.l.m.

Dislivello: 189 m

Tracciatore: 

2ª manche:

Ore: 

Pista: 

Partenza: 2 953 m s.l.m.

Arrivo: 2 764 m s.l.m.

Dislivello: 189 m

Tracciatore: 

#### Combinata
| Pos. | Atleta     | Nazione     |
| ---- | ---------- | ----------- |
| 1    | Tommy Ford | Stati Uniti |
| 2    | ?          | ?           |
| 3    | ?          | ?           |

### Donne

#### Discesa libera
| Pos. | Atleta            | Nazione     | Tempo   |
| ---- | ----------------- | ----------- | ------- |
| 1    | Julia Ford        | Stati Uniti | 1:48,19 |
| 2    | Abby Ghent        | Stati Uniti | 1:48,43 |
| 3    | Brooke Wales      | Stati Uniti | 1:49,77 |
| 4    | Kiley Staples     | Stati Uniti | 1:48,49 |
| 5    | Anna Marno        | Stati Uniti | 1:50,12 |
| 6    | Jacqueline Wiles  | Stati Uniti | 1:50,24 |
| 7    | Tess Davies       | Canada      | 1:50,73 |
| 8    | Devon Clarke      | Canada      | 1:51,58 |
| 9    | Rose Caston       | Stati Uniti | 1:51,64 |
| 10   | Victoria Michalik | Canada      | 1:52,40 |

Data: 15 febbraio

Località: Aspen

Ore: 

Pista: 

Partenza: 3 246 m s.l.m.

Arrivo: 2 484 m s.l.m.

Lunghezza: 2 511 m

Dislivello: 762 m

Tracciatore: 

#### Supergigante
| Pos. | Atleta         | Nazione     | Tempo   |
| ---- | -------------- | ----------- | ------- |
| 1    | Julia Mancuso  | Stati Uniti | 1:10,38 |
| 2    | Leanne Smith   | Stati Uniti | 1:11,58 |
| 3    | Laurenne Ross  | Stati Uniti | 1:11,75 |
| 4    | Brooke Wales   | Stati Uniti | 1:11,77 |
| 5    | Alice McKennis | Stati Uniti | 1:11,87 |
| 6    | Julia Ford     | Stati Uniti | 1:12,11 |
| 7    | Anna Marno     | Stati Uniti | 1:12,36 |
| 8    | Stacey Cook    | Stati Uniti | 1:12,39 |
| 9    | Abby Ghent     | Stati Uniti | 1:12,75 |
| 10   | Megan McJames  | Stati Uniti | 1:13,45 |

Data: 30 marzo

Località: Winter Park

Ore: 

Pista: 

Partenza: 3 263 m s.l.m.

Arrivo: 2 764 m s.l.m.

Lunghezza: 1 580 m

Dislivello: 499 m

Tracciatore: 

#### Slalom gigante
| Pos. | Atleta                   | Nazione     | Tempo   |
| ---- | ------------------------ | ----------- | ------- |
| 1    | Julia Mancuso            | Stati Uniti | 2:23,24 |
| 2    | Kristine Gjelsten Haugen | Norvegia    | 2:23,31 |
| 3    | Mikaela Shiffrin         | Stati Uniti | 2:23,75 |
| 4    | Megan McJames            | Stati Uniti | 2:25,03 |
| 5    | Misato Kaneko            | Giappone    | 2:25,54 |
| 6    | Tii-Maria Romar          | Finlandia   | 2:25,62 |
| 7    | Julia Ford               | Stati Uniti | 2:25,96 |
| 8    | Stacey Cook              | Stati Uniti | 2:26,21 |
| 9    | Leanne Smith             | Stati Uniti | 2:26,91 |
| 10   | Amanda McDonald          | Stati Uniti | 2:27,21 |

Data: 31 marzo

Località: Winter Park

1ª manche:

Ore: 

Pista: 

Partenza: 3 163 m s.l.m.

Arrivo: 2 788 m s.l.m.

Dislivello: 375 m

Tracciatore: 

2ª manche:

Ore: 

Pista: 

Partenza: 3 163 m s.l.m.

Arrivo: 2 788 m s.l.m.

Dislivello: 375 m

Tracciatore: 

#### Slalom speciale
| Pos. | Atleta           | Nazione     | Tempo   |
| ---- | ---------------- | ----------- | ------- |
| 1    | Mikaela Shiffrin | Stati Uniti | 1:39,57 |
| 2    | Hailey Duke      | Stati Uniti | 1:41,27 |
| 3    | Kiley Staples    | Stati Uniti | 1:41,93 |
| 4    | Lila Lapanja     | Stati Uniti | 1:42,02 |
| 5    | Paula Moltzan    | Stati Uniti | 1:42,66 |
| 6    | Maisie Ide       | Stati Uniti | 1:42,75 |
| 7    | Tii-Maria Romar  | Finlandia   | 1:42,80 |
| 8    | Katie Hartman    | Stati Uniti | 1:42,81 |
| 9    | Candace Crawford | Canada      | 1:43,31 |
| 10   | Erika Ghent      | Stati Uniti | 1:43,61 |

Data: 28 marzo

Località: Winter Park

1ª manche:

Ore: 

Pista: 

Partenza: 2 953 m s.l.m.

Arrivo: 2 764 m s.l.m.

Dislivello: 189 m

Tracciatore: 

2ª manche:

Ore: 

Pista: 

Partenza: 2 953 m s.l.m.

Arrivo: 2 764 m s.l.m.

Dislivello: 189 m

Tracciatore: 

#### Combinata
| Pos. | Atleta        | Nazione     |
| ---- | ------------- | ----------- |
| 1    | Kiley Staples | Stati Uniti |
| 2    | ?             | ?           |
| 3    | ?             | ?           |